# Vườn Shazdeh
Vườn Shazdeh Mahan (tiếng Ba Tư: باغ شازده ماهان Bāgh-e Shāzdeh Mahan) có nghĩa là Vườn Hoàng tử tại Mahan là một khu vườn Ba Tư lịch sử nằm gần Mahan, Kerman, Iran.

## Mô tả
Khu vườn hình chữ nhật có diện tích 5,5 ha (0,021 dặm vuông Anh), được bao quanh bởi một bức tường. Nó bao gồm một cấu trúc cổng vào và cổng tại cuối khu vực thấp phía dưới và cấu trúc nhà riêng hai tầng ở phần cao phía trên. Giữa hai khu vực thấp và cao là những vòi phun nước, kết hợp với độ nghiêng tự nhiên của đất. Khu vườn là một ví dụ điển hình của khu vườn Ba Tư tận dụng khí hậu tự nhiên phù hợp.
Khu vườn được xây dựng bởi Mohammad Hasan Khan Sardari Iravani vào năm 1850 và được Abdolhamid Mirza Naserodolleh sửa sang lại gần như hoàn toàn vào năm 1870. Quá trình này kéo dài trong suốt 11 năm dưới triều đại Qajar. Cấu trúc nhìn thấy hiện tại gần như hoàn toàn có trong giai đoạn thứ hai này và có liên quan chính thức đến các khu vườn tương tự được thiết kế bởi Naserodolleh ở Tehran. Công trình bỏ dở sau cái chết của Abdolhamid Mirza vào đầu những năm 1890. Cùng với nhiều khu vườn Ba Tư khác, vườn Shazdeh đã được UNESCO công nhận là Di sản thế giới vào tháng 6 năm 2011.

## Hình ảnh

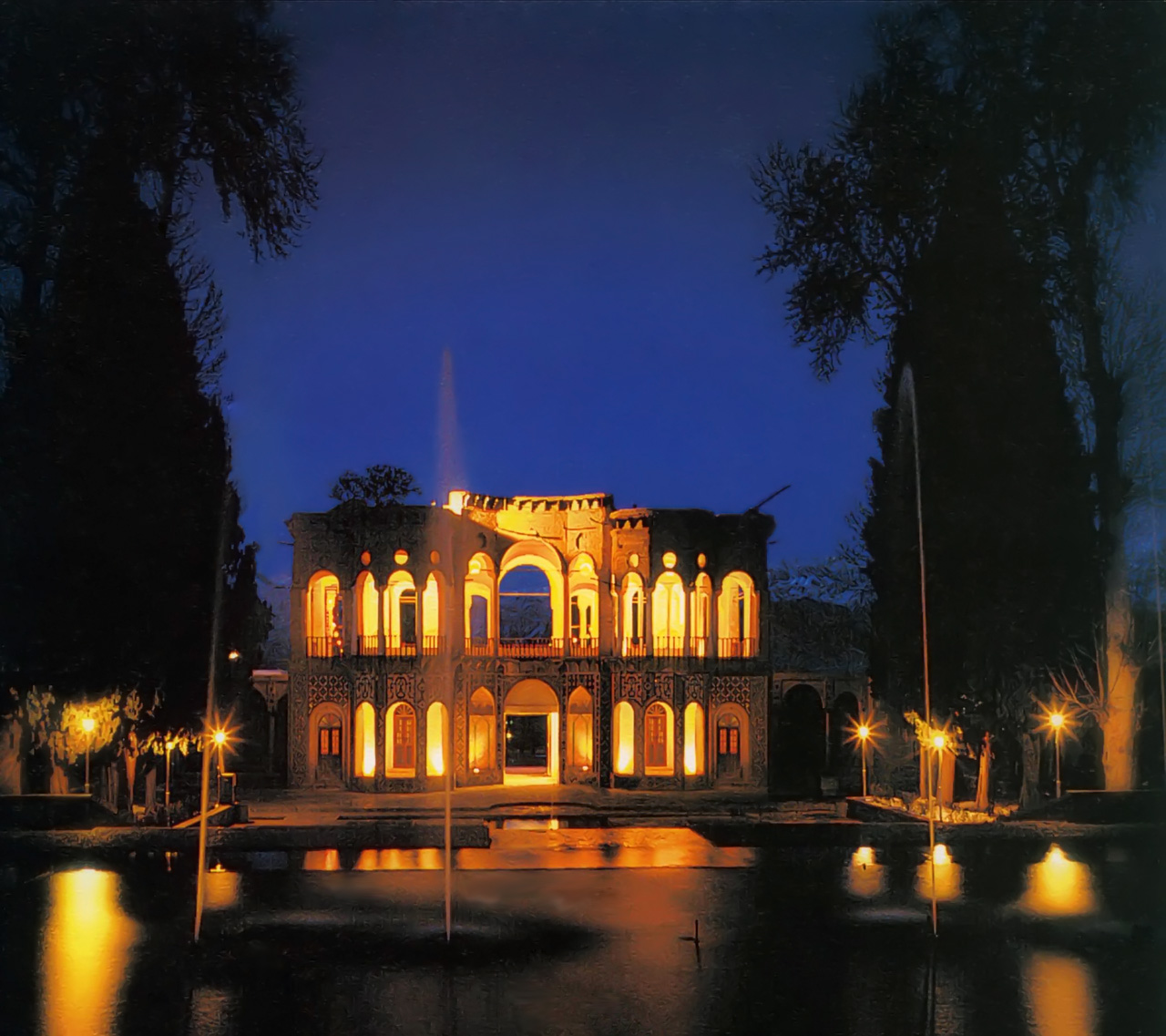
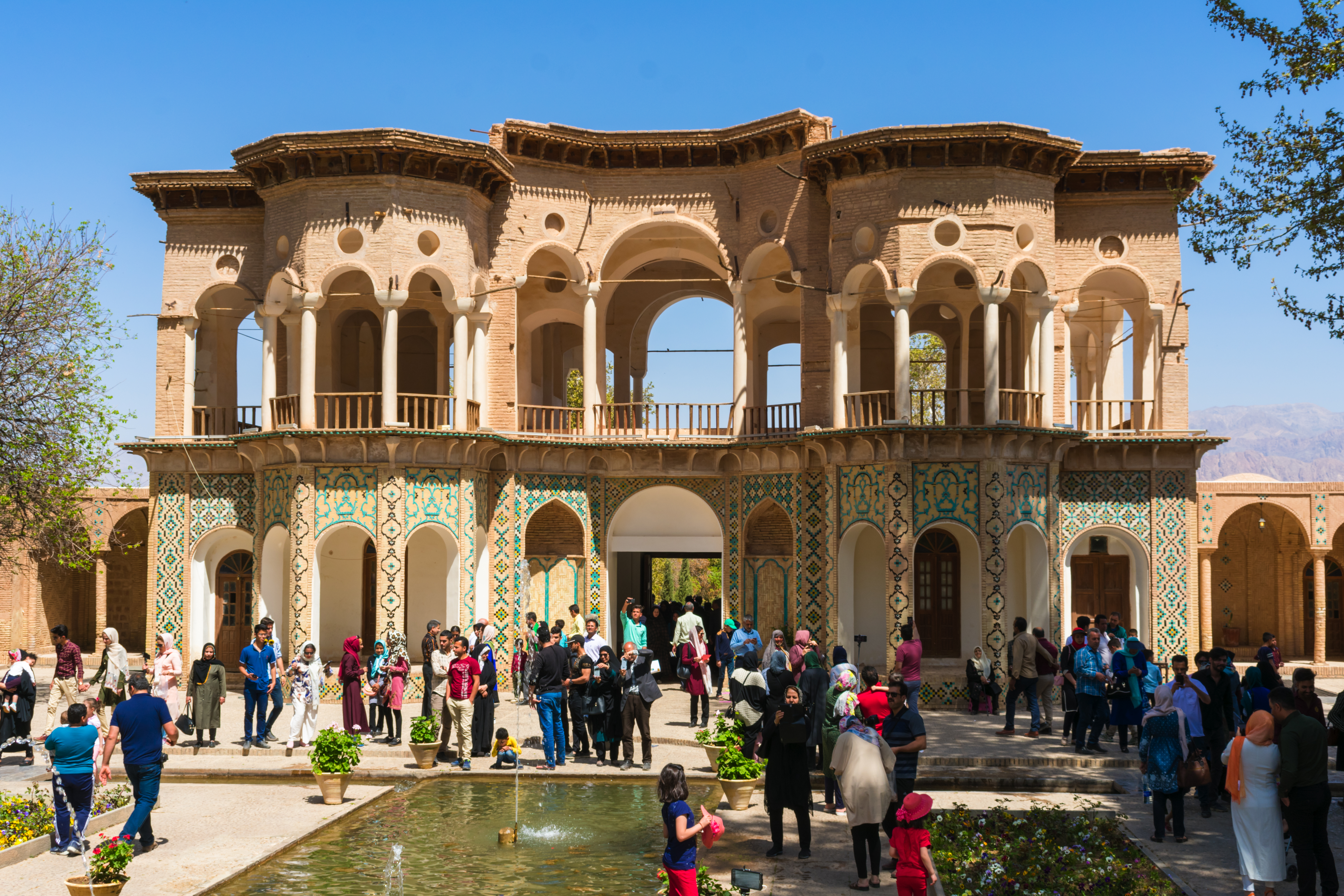
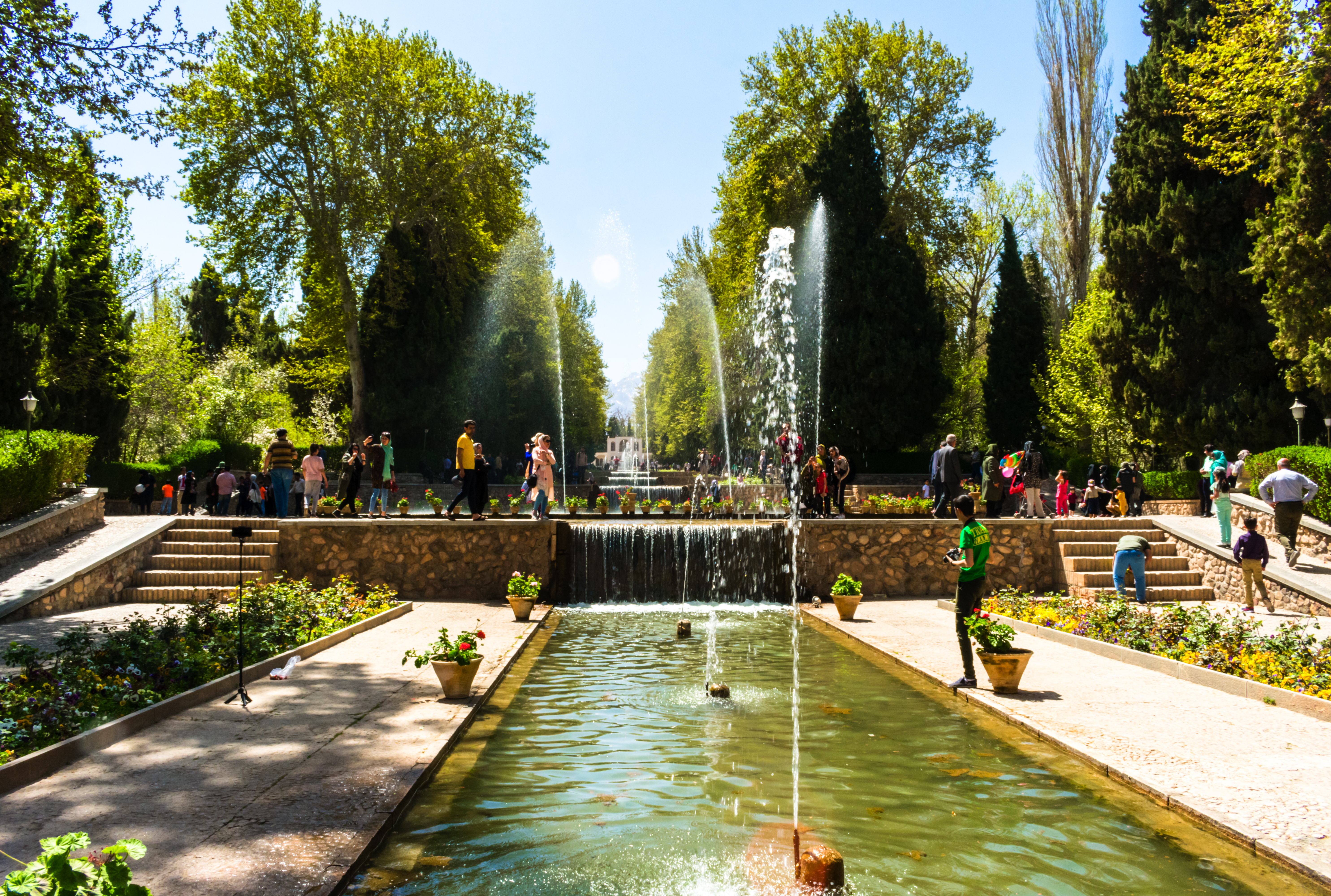
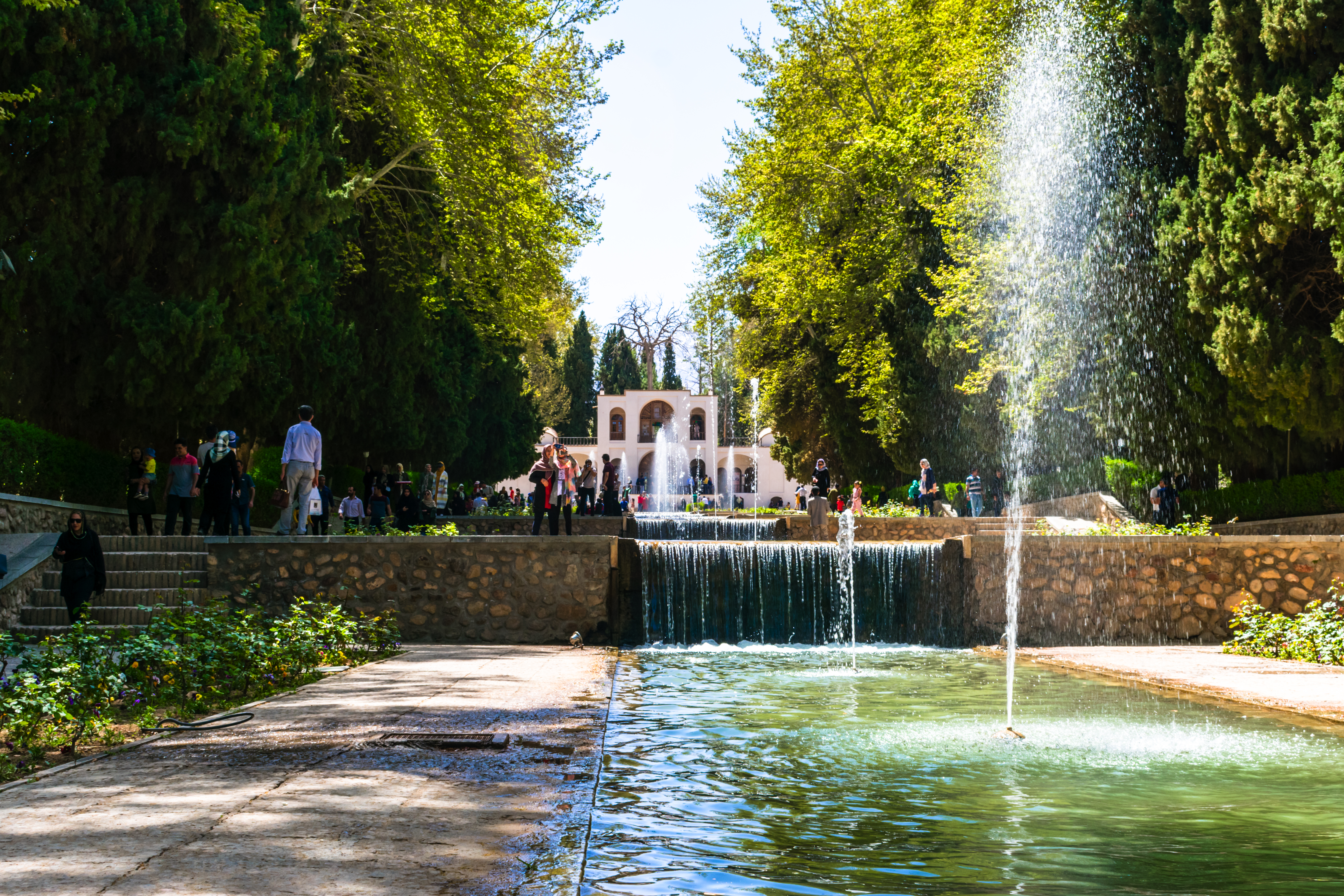
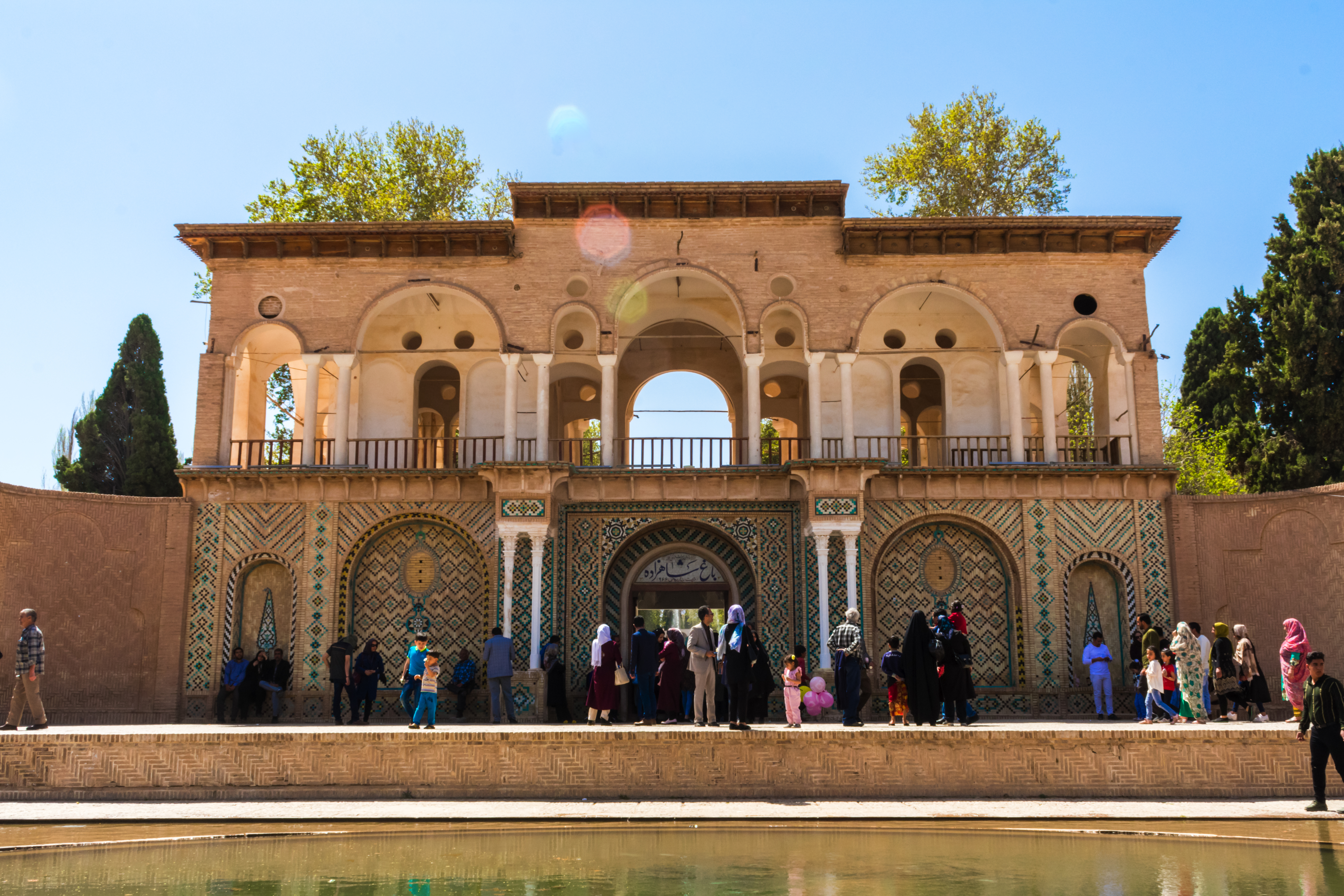
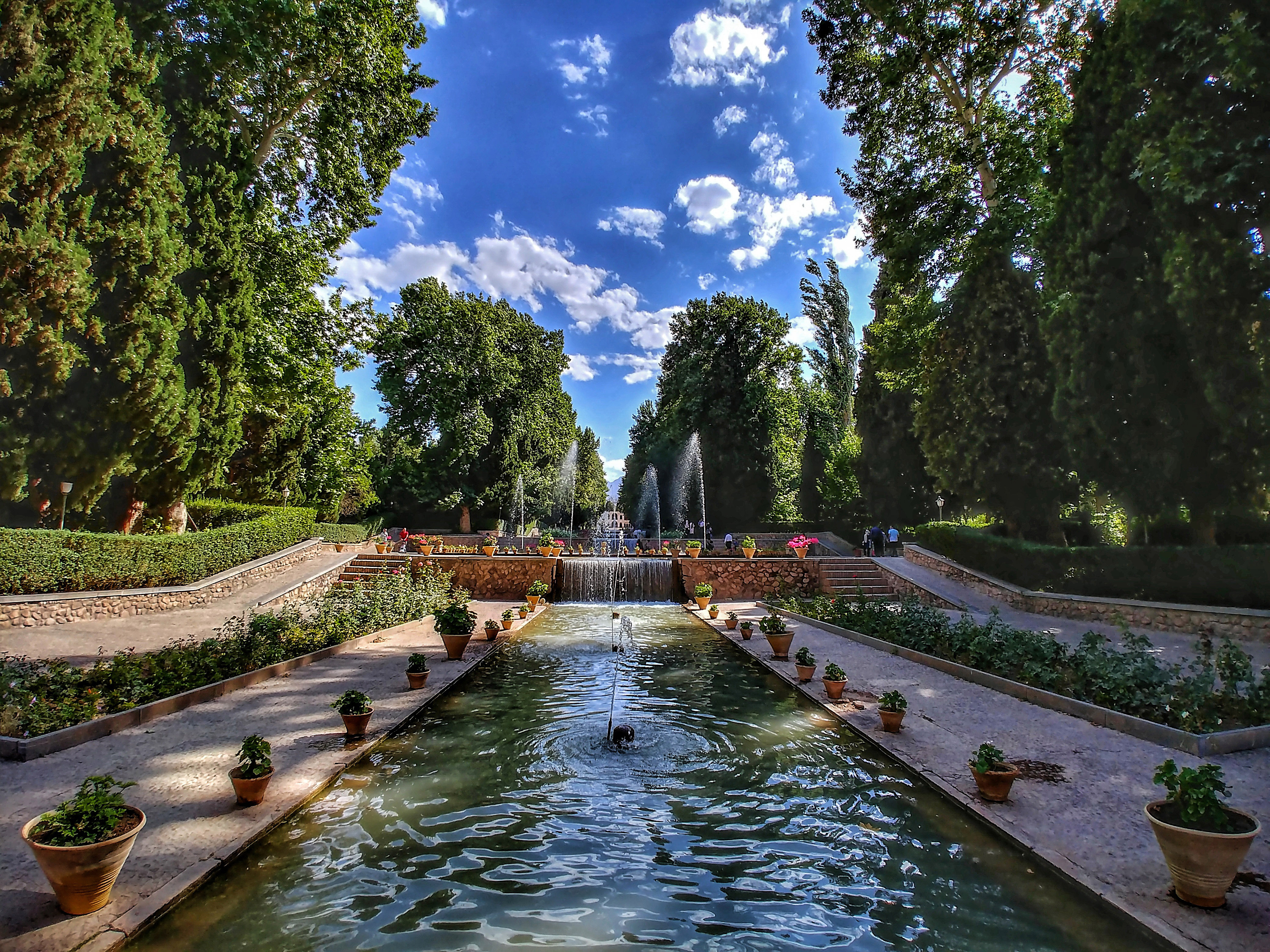
Shazdeh Garden, Mahan, Kerman